# Пти-брабансон

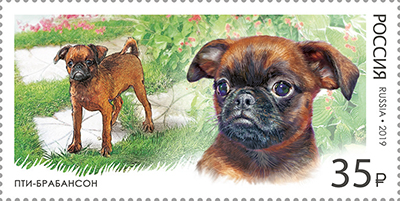
Пти-брабансон на почтовой марке России 2019 года из серии «Декоративные породы собак».

Пти-брабансон, или малый брабансон, или брабантский гриффон, или гладкошёрстный гриффон, — порода декоративных собак, выведенная в Бельгии. Относится к малым бельгийским собакам.

## Описание
Короткошёрстная порода собак, окрас бывает трёх видов: рыжий (неофициально выделяется «олений» окрас), чёрно-подпалый и чёрный.